# Mleczaj wygięty

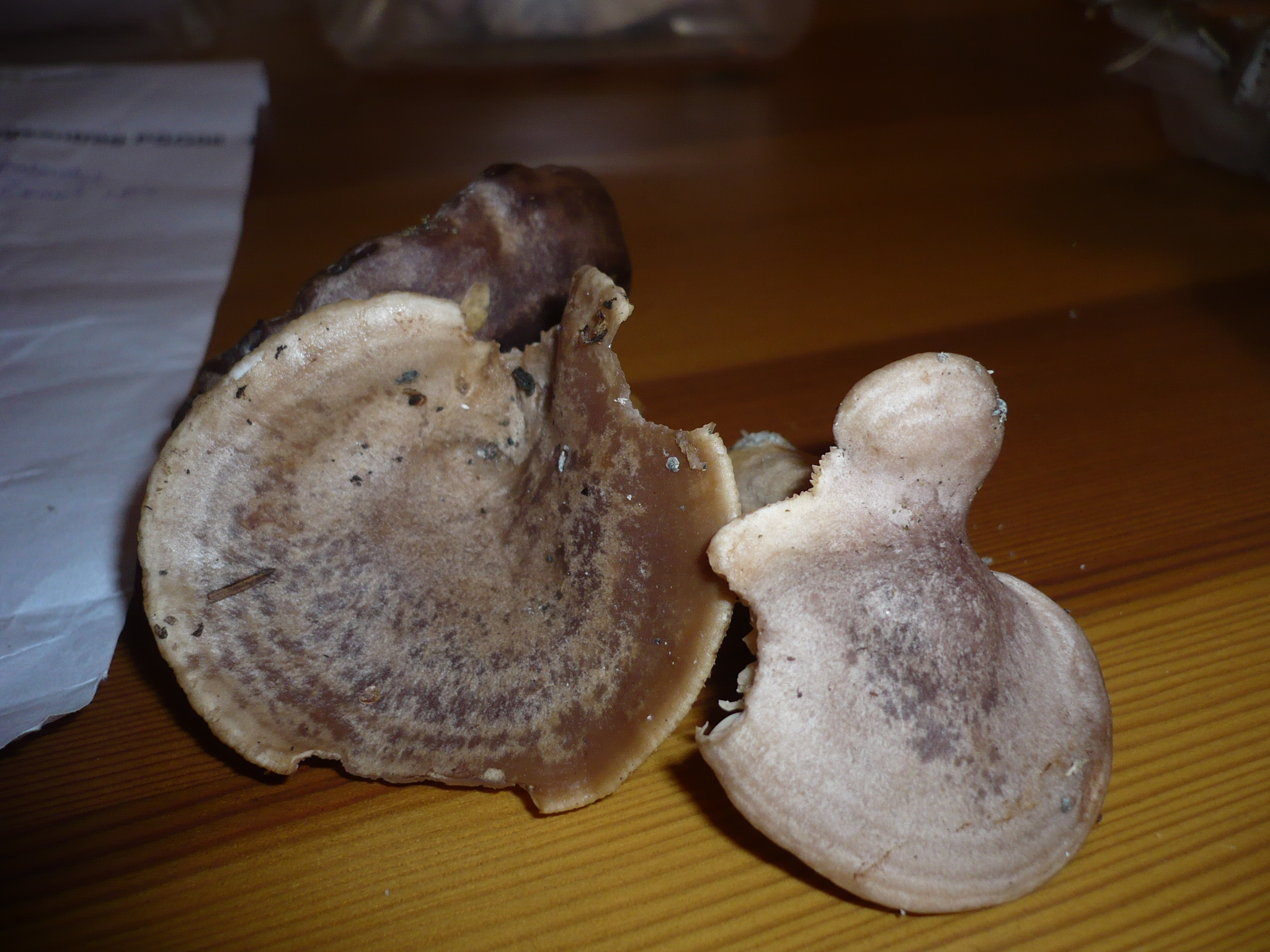

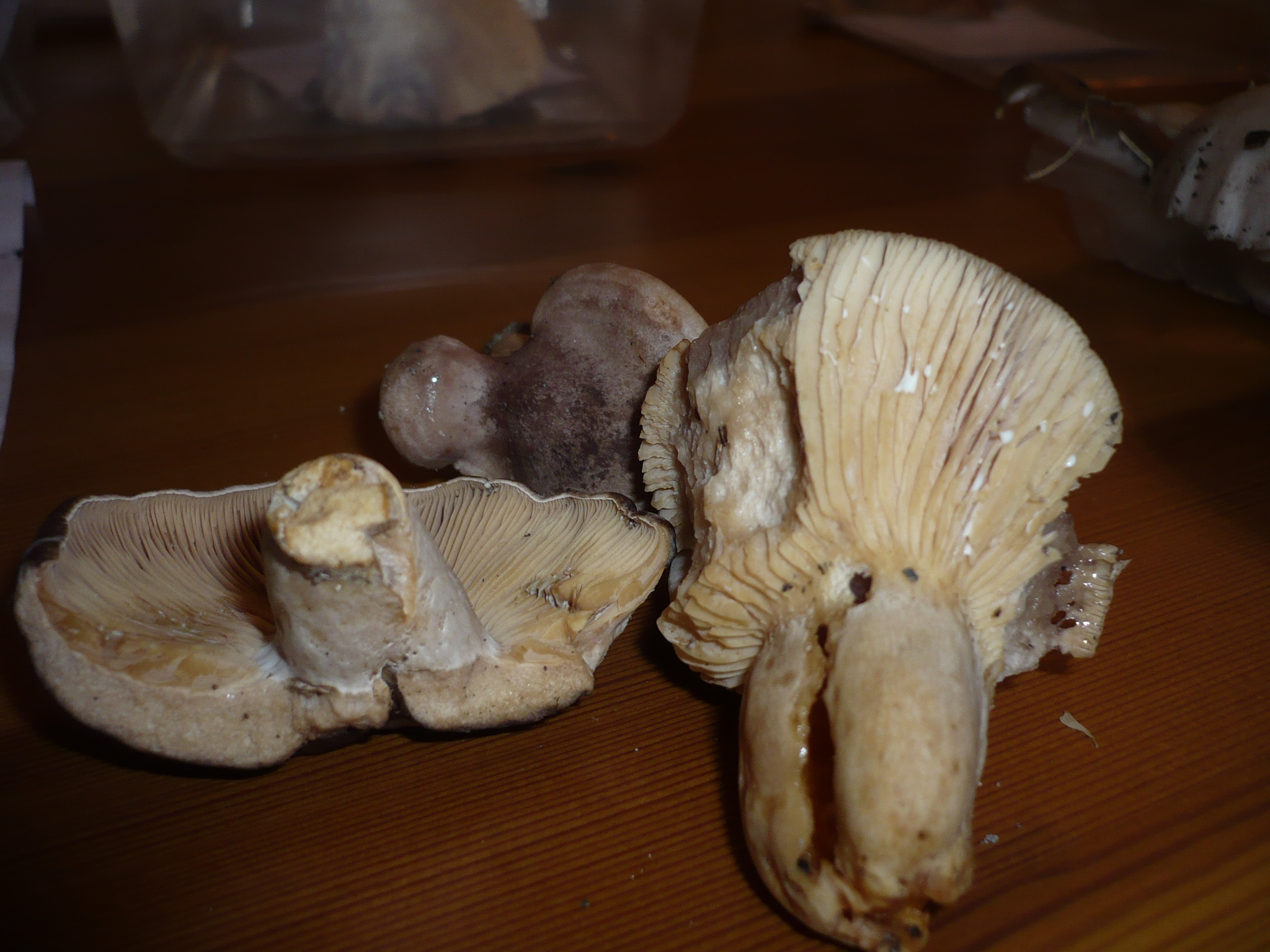

Mleczaj wygięty (Lactarius flexuosus Gray) – gatunek grzybów należący do rodziny gołąbkowatych (Russulaceae).

## Systematyka i nazewnictwo
Pozycja w klasyfikacji według Index Fungorum: Lactarius, Russulaceae, Russulales, Incertae sedis, Agaricomycetes, Agaricomycotina, Basidiomycota, Fungi.
Po raz pierwszy opisał go w 1821 r. Samuel Frederick Gray i nadana przez niego nazwa naukowa jest aktualna. Ma kilkanaście synonimów. Niektóre z nich:
- Lactarius pyrogalus subsp. flexuosus (Fr.) Singer 1942
- Lactifluus umbrinus (Paulet) Kuntze 1891[2].

Polską nazwę nadała Alina Skirgiełło w 1998 r.

## Morfologia
Kapelusz
Średnica 5–9, czasami do 15 cm, początkowo niemal płaski z niewielką wklęsłością na środku, potem głęboki, niemal lejkowaty. Powierzchnia szaroliliowa, mięsistoszara, stalowoszara, szarocielista, u starszych okazów bardziej ochrowa, czasami koncentrycznie pręgowana, gładka, zwykle sucha. Brzeg początkowo podwinięty, potem prosty, zwykle nieregularnie powyginany, w stanie wilgotnym nieco śliski.
Blaszki
Rzadkie, przyrośnięte, grube, czasami rozwidlone, na obydwu końcach zwężone, przy nasadzie z licznymi żeberkami, słomkowożółte z cielistym odcieniem.
Trzon
O wysokości 5–8 cm i grubości 1,5–3,5 cm, cylindryczny, u nasady nieco wyższy, początkowo pełny, potem często komorowaty. Powierzchnia tej samej barwy co kapelusz, ale wyraźnie jaśniejsza, na szczycie biaława, u podstawy żółtawa.
Miąższ
Gruby, nie zmieniający barwy po uszkodzeniu, o kwaśno owocowym zapachu i palącym smaku. Mleczko białe, nie zmieniające barwy na powietrzu, o ostrym smaku, na brzegach blaszek tworzące kropelki.
Cechy mikroskopowe
Wysyp zarodników:
Kremowożółty
Cechy mikroskopowe
Zarodniki szeroko owalne, 7–8 × 6–6,5 µm z ornamentacją utworzoną przez brodawki połączone cienkimi łącznikami, wskutek czego tworzy się na nich wyraźna siateczka. Podstawki 40–45 × 8–9 µm. Cheilocystydy wrzecionowate, znacznie wystające powyżej podstawek, wskutek czego ostrza blaszek są pod lupa włosiste.
Gatunki podobne
Mleczaj wygięty odróżnia się ochrowomięsistą barwą kapelusza, grubymi i rzadkimi blaszkami, ostrym smakiem i występowaniem głównie w lasach sosnowych. Podobny jest nie występujący w Polsce Lactarius roseozonatus.

## Występowanie i siedlisko
Znane są jego stanowiska w Ameryce Północnej, Europie i Azji, pojedyncze podano także w Australii i na Tasmanii. Najwięcej stanowisk podano w Europie, zwłaszcza na Półwyspie Skandynawskim. W Polsce W. Wojewoda w 2003 r. przytoczył dziesięć stanowisk z uwagą, że jego rozprzestrzenienie i stopień zagrożenia nie są znane. Aktualne stanowiska podaje także internetowy atlas grzybów. Znajduje się w nim na liście gatunków zagrożonych i wartych objęcia ochroną.
Naziemny grzyb mykoryzowy. Występuje wśród traw i mchów w lasach liściastych, mieszanych i iglastych, zwłaszcza sosnowych, najczęściej pod sosnami, ale także pod brzozami.